# 阿維西奧河

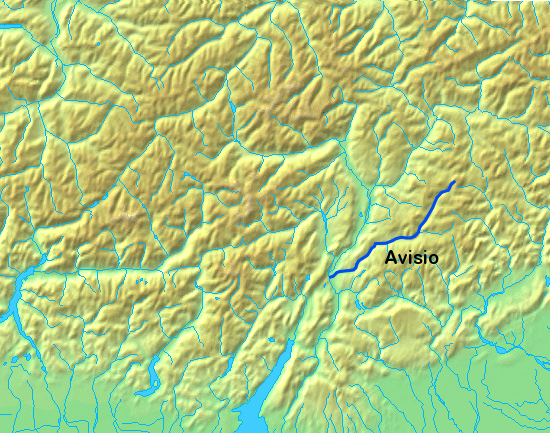

阿維西奧河是意大利的河流，位於該國北部，屬於阿迪傑河的左支流，河道全長89公里，流域面積937平方公里，平均流量每秒23.5立方米，發源自馬爾莫拉達山，河口處在拉維斯。
46°07′N 11°05′E / 46.117°N 11.083°E